# 시각 광변환
시각 광변환(visual phototransduction)은 척추동물의 망막에 있는 광수용체 세포(간상체와 원추체)에 의해 빛이 감지되는 시각 시스템의 감각 변환 과정이다. 광자는 망막 발색단(각각 옵신에 결합되어 있음)에 의해 흡수되어 여러 중간 세포를 통해 신호 폭포를 시작한 다음 시신경을 구성하는 망막 신경절 세포(retinal ganglion cell, RGC)를 통해 신호를 보낸다.

## 같이 보기
- 옵신
- 변환 (생리학)